# Płoszczyna
Płoszczyna (deutsch Flachenseiffen und Flachenseifen) ist ein Dorf in der Landgemeinde Jeżów Sudecki im Powiat Jeleniogórski in Polen. 

## Geschichte
„Flachensiphen“ wurde erstmals in dem zwischen 1295 und 1305 datierten Liber fundationis episcopatus Vratislaviensis urkundlich erwähnt. Es gehörte zum Herzogtum Schweidnitz-Jauer, mit dem es nach dem Tod des Herzogs Bolko II. erbrechtlich an Böhmen fiel, wobei Bolkos II. Witwe Agnes von Habsburg bis zu ihrem Tod 1392 ein Nießbrauch zustand. Von 1816 bis 1945 gehörte der Ort zum Landkreis Löwenberg in der Provinz Schlesien, in den Zeiten ihrer Teilung zur Provinz Niederschlesien. Der Ort bestand im 19. Jahrhundert aus Flachenseiffen und Neu-Flachenseiffen, das ursprünglich Buschkäte hieß, weil das erste Haus „Buschkrätscham“, die Besitzerin Katharina hieß. Hieraus ergab sich der Name Buschkäte. Anfang des 19. Jahrhunderts umfasste Flachenseiffen 133 Häuser mit 638 Einwohnern. Die Landgemeinde Flachenseiffen und der Gutsbezirk Flachenseiffen wurden 1874 dem neu eingerichteten Amtsbezirk Langenau zugeteilt.
Als Folge des Zweiten Weltkrieges fiel Flachenseiffen mit dem größten Teil Schlesiens an Polen. Nachfolgend wurde es in Biały Potok, 1947 in Płoszczyna umbenannt. Zwischen 1975 und 1998 war Płoszczyna Teil der Woiwodschaft Jelenia Góra, bevor es mit der Landgemeinde Jeżów Sudecki der Woiwodschaft Niederschlesien zugeteilt wurde.